# Lom pod Storžičem
Lom pod Storžičem je naselje v Občini Tržič. Je razloženo naselje z gručastim jedrom leži v ledeniško preoblikovani dolini potoka Lomščice. Obdan je z gorami. Proti jugu s pobočjem Kriške gore, proti severu pa s Konjščico.
Ponos Lomljanov je cerkev sv. Katarine. Zelo znamenit je vitraj sv. Katarine Aleksandrijske, ki ga hranijo v Muzeju krščanstva na Slovenskem v Cistercijanskem samostanu Stična. Predlog zanj naj bi narisal Janez Ljubljanski. Pod planino Konjščica je plezališče Bela Peč.